# Ernst Friedrich Berger
Ernst Friedrich Berger (* 2. Mai 1814 in Römhild; † 13. August 1853 in Sickershausen) war ein deutscher Gutsbesitzer und Botaniker. Sein botanisches Autorenkürzel lautet „Berger“.

## Leben
Ernst Friedrich Berger gründete und leitete ab 1847 eine Pflanzen-, Tausch- und Verkaufsanstalt im ehemaligen Landgut von Christian Gottfried Daniel Nees von Esenbeck in Sickershausen bei Kitzingen.
Am 11. Mai 1851 wurde er unter der Präsidentschaft von Christian Gottfried Daniel Nees von Esenbeck mit dem akademischen Beinamen Wibel II. unter der Matrikel-Nr. 1625 als Mitglied in die  Kaiserliche Leopoldino-Carolinische Deutsche Akademie der Naturforscher aufgenommen. Er war Mitglied der Königlich Bayerischen Botanischen Gesellschaft zu Regensburg und des Naturhistorischen Vereins in Nürnberg.
Ihm zu Ehren wurde durch Wilhelm Heinrich Schaffner (1830–1882) die Pflanzengattung Bergeria W.Schaffner 1857 aus der Familie der Hautfarngewächse benannt.

## Schriften
- Catalogus Herbarii oder vollständige Aufzählung der phanerogamischen und cryptogamischen Gewächse Deutschlands. Teil I. Voigt & Mocker, Würzburg 1841 (Digitalisat)
- Catalogus Herbarii oder vollständige Aufzählung der phanerogamischen und cryptogamischen Gewächse Deutschlands. Teil II. Voigt & Mocker, Würzburg 1843 (Digitalisat)
- Catalogus Herbarii oder vollständige Aufzählung der phanerogamischen und cryptogamischen Gewächse Deutschlands. Teil III. Voigt & Mocker, Würzburg 1846 (Digitalisat)
- Catalogus Herbarii oder vollständige Aufzählung der phanerogamischen und cryptogamischen Gewächse Deutschlands. Teil IV. Voigt & Mocker, Würzburg 1843 (Digitalisat)
- Prospectus einer Anstalt für den Ankauf von Pflanzen in einzelnen beliebigen Arten. In: Flora. 30, Regensburg 1847, S. 215–216 (archive.org).
- Verkaufs-Anstalt für Pflanzen in einzelnen beliebigen Arten. In: Flora. 31, Regensburg 1848, S. 204–208 (archive.org).
- Drittes Verzeichnis der Pflanzenverkaufs-Anstalt von Ernst Berger in Sickenhausen bei Kitzingen a. M. In: Flora. 33, Regensburg 1850, S. 154–160 (archive.org).
- mit Adalbert Schnizlein: Die Bestimmung der Gartenpflanzen auf systematischem Wege: eine Anleitung, leicht und sicher die unterscheidenden Merkmale der vorzüglichsten in den Gärten, Gewächshäusern und Anlagen vorkommenden Gewächse zu finden, nebst Angabe von Autor, Dauer, Cultur und Vaterland im alphabetischen Register; für Botaniker, Gärtner und Gartenfreunde. Palm und Enke, Erlangen 1855 (Digitalisat)